# Селби, Валфорд
Валфорд Селби (англ. Walford Harmood Montague Selby; 1881, Брайтон — 1965, Солсбери (ныне Хараре), Южная Родезия) — дипломат Великобритании.
Учился в Брайтоне и Оксфорде.
На службе в Форин-офис с 1904 года.
В 1918 году несколько месяцев служил в Гренадерской гвардии.
В 1933—1937 годах посол Великобритании в Австрии. На время его работы в Австрии пришёлся визит туда Эдуарда VIII в сентябре 1936 года.
В 1937—1940 годах посол Великобритании в Португалии.
Ушёл из Форин-офис в декабре 1940 года. Жил в Англии.
В конце 1940-х годов эмигрировал в Родезию.
С 1912 года был женат на Дороти Картер.